# Scabrotrophon maltzani
Scabrotrophon maltzani is een slakkensoort uit de familie van de Muricidae. De wetenschappelijke naam van de soort is voor het eerst geldig gepubliceerd in 1878 door Kobelt.